# Selyemmadár
A selyemmadár,  vagy kék lugasépítő (Ptilonorhynchus violaceus) a madarak osztályának verébalakúak (Passeriformes)  rendjébe és a lugasépítő-félék (Ptilonorhynchidae) családjába tartozó Ptilonorhynchus nem egyetlen faja.

## Előfordulása
Előfordulása az esőerdőkre és egyéb erdős területekre korlátozódik, Ausztrália keleti részének két vidékén, az északi Queensland és a déli Victoria között. Nem vonuló faj.

## Alfajai
- Ptilonorhynchus violaceus minor A. J. Campbell, 1912
- Ptilonorhynchus violaceus violaceus (Vieillot, 1816)

## Megjelenése
Testhossza 28-32 centiméter és testtömege 150 gramm. A hím kékesfekete tollazatú, a tojónak sötétbarna hátrésze és világosabb barna, foltos mellrésze van. 
|  |

## Életmódja
Gyümölcsökkel és rovarokkal táplálkozik.

## Szaporodása
A hím a tojó elcsábítására egy lugast épít, mely két párhuzamos falból áll, amelyeket földbe szúrt száraz ágak és füvek alkotnak. A bejáratot kék színű tárgyakkal, például bogyókkal, tollakkal díszít. Újabban emberi eredetű tárgyakat, így kupakokat, üvegcserepeket is felhasznál a dekoráláshoz, de csakis a kék színűeket. A hím nem csupán lugasával (melyet folyamatosan őrizni kénytelen a többi hímtől), de viselkedésével is csábítja a tojókat. Minden hím igyekszik minél több tojót magához csalogatni.
A lugast fészekként nem használja a faj. A tojó ágakból készíti fészkét és levelekkel béleli ki. Két tojását egyedül költi ki 19-22 nap alatt. A kikelő fiókákat is a tojó neveli fel egyedül.
|  |

## Külső hivatkozások
- Képek az interneten a fajról